# 次氟酸五氟化硒
次氟酸五氟化硒是一种硒化合物，化學式為SeOF6，于1959年发现。

## 制备
次氟酸五氟化硒可以由二氧化硒或二氯氧化硒在二氟化银催化下与氟气反应而成，但反应产率很低（14%），且因为大量的SeF6副产物而难以提纯。
次氟酸五氟化硒也能由氟气和二氟氧化硒在氟化钾存在下反应而成。
SeOF2 + KF → K+[SeOF3]- —F2→ K+[SeOF5]- —F2→ KF + SeOF6
五氟硒酸汞（Hg(OSeF5)2）和氟气的反应获得的次氟酸五氟化硒产率更高，且六氟化硒杂质更少。
Hg(OSeF5)2 + F2 → Hg + 2 SeOF6

## 反应
次氟酸五氟化硒非常活泼，但不如次氟酸五氟化硫活泼。它会和水反应并放出氧气，还会和氢氧化钾反应，产生硒酸钾、氟化钾、水和氧气：
2 SeOF6 + 16 KOH → 2 K2SeO4 + 12 KF + 8 H2O + O2↑
次氟酸五氟化硒也可以把碘化钾氧化成碘单质。它和乙烯反应会爆炸，和全氟环戊烯反应则会产生F5SeOC5F9。四氟化硫和次氟酸五氟化硒的反应会产生氟化亚砜、四氟氧化硫、硫酰氟、六氟化硒和F5SOSeF5。次氟酸五氟化硒和一氧化碳在室温下的反应缓慢，在65°C下则会产生F5SeOCFO。它和溴反应，生成次溴酸五氟化硒（BrOSeF5）。